# Riké
Riké, né  Erik Monod le 20 décembre 1972 à Grenoble, est un chanteur français du groupe Sinsemilia, dont il est l'un des principaux auteurs et compositeurs. 
Il fait également une carrière en solo, et participe au projet Baltimore en soutien aux otages du monde en collaboration avec Jacques Higelin, Maurane et le groupe Sweet Air avec qui il a partagé la scène de l'Élysée Montmartre pour la fête de la musique (2007). 
Il a essentiellement composé son premier album solo Air Frais en compagnie de Mike (l'autre chanteur de Sinsemilia) en s'inscrivant dans la vague de la nouvelle variété française, s'inspirant de Georges Brassens ou de Jacques Brel, qu'il prend pour modèles.
Ces influences se confirment dans le second album, Vivons !, sorti le 29 janvier 2007, dont le premier extrait a été le single Oublie-moi, diffusé sur les radios.
Dans son troisième album, Au gré du vent, sorti en 2013, Riké laisse une place importante à sa fille Inès.
Riké sort son quatrième album solo au début de 2020. Il s'agit essentiellement d'un album de reprise à la guitare, permettant de redécouvrir ses chansons emblématiques sous un autre angle. 
Le confinement lui donne l'occasion d'expérimenter avec son complice Mike les concerts acoustiques dans les salons et jardins. De ces moments jaillira l'idée de la tournée Souvenir de saltimbanques entamée en 2022 et qui se poursuit en 2023.

## Discographie en solo
- Air Frais (2003)
- Vivons ! (2007)
- Au gré du vent (2013)
- Au coin du Feu (2020)

## Participations
- 2022 : La Main verte - Douanier 007, sur l'album live Tout au Tour de Tryo, lors du concert anniversaire des 25 ans du groupe enregistré à Bercy, avec Mike de Sinsemilia